# Cova de la Colomera
La Cova de la Colomera, o Cova Colomera, Palomera o de les Gralles, és un avenc del terme municipal de Sant Esteve de la Sarga, (Pallars Jussà), en l'àmbit de l'antic poble de Mont-rebei, amb un jaciment inclòs a l'Inventari del Patrimoni Arqueològic i Paleontològic de Catalunya.
Està situada a 545 m. alt., en el marge del Congost de Mont-rebei, és a dir, de la Noguera Ribagorçana. El seu accés és a través del corriol obert a la cara llevantina del congost, al sud del petit túnel existent en aquell lloc.
Oberta en terres calcàries, és una cova molt complexa, amb diferents vies internes. L'entrada és una gran escletxa oberta en diagonal, que arriba als 48 m d'alçada i als 35 d'amplada. A l'interior, es troba una estreta galeria paral·lela a la cinglera. que en uns 15 m de recorregut puja un desnivell de 15 m. Es tracta d'un camí ple dels excrements de les gralles que viuen en aquell lloc. Hom arriba a un gran rebedor, d'uns 33 metres de longitud, d'on surten les diferents galeries que recorren l'interior de la cova, anomenades Via Àngels, Via Centenari i Via Final.

## Jaciment arqueològic
El jaciment fou donat a conèixer a finals del segle XIX pel geòleg Luís M. Vidal. Les primeres dades arqueològiques extretes de la cova es van publicar en 1981, provinents d'una intervenció anònima realitzada en 1972. En aquesta publicació aparegué un abundant lot de materials i una suposada estratigrafia. Posteriorment, en 1983 es realitzà una intervenció arqueològica d'urgència dirigida per Josep Padró i Josep de la Vega, degut a la denúncia de la presència de furtius en la zona. Aquestes intervencions van permetre realitzar un esquema cronocultural a partir del registre ceràmic; en base a aquestes troballes es podia parlar d'una llarga ocupació de la cova: neolític antic epicardial, neolític postcardial, neolític mig, neolític final, Veraciense-Tréilles, Campaniforme pirenaic, Bronze Inicial, Bronze final, primera edat del ferro i ocupació tardoantiga del segle IV. Tot i així, aquestes dades no són útils per a la recerca arqueològica actual, i tan sols es poden utilitzar com a materials fora de context que permeten formar una idea dels moments d'ocupació humana en la cova.
Les recerques posteriors han permès documentar la cova i els seus moments d'ocupació amb més exactitud. Es tracta d'una cova de funcionalitat secundària concreta (per al bestiar). La situació de la cova la fa un possible refugi natural o escala per a grup de pastors itinerants. A més, podria ser també lloc d'hàbitat estacional.
Pel que fa a la cronologia, els materials ceràmics i les relacions estratigràfiques determinen tres nivells neolítics, dins el neolític Antic Epicardial, Postcardial i Neolític Mig.